# Drosophila morelia (artgrupp)
Drosophila morelia är en artgrupp inom släktet Drosophila och undersläktet Drosophila. Artgruppen består av fem arter.

## Arter inom artgruppen
- Drosophila carioca
- Drosophila fluminensis
- Drosophila morelia
- Drosophila nina
- Drosophila ogradi